# Zofianka (gmina)
Zofianka (od 1874 Kawęczyn) – dawna gmina wiejska istniejąca w XIX wieku w guberni lubelskiej. Siedzibą władz gminy była Zofianka.
Za Królestwa Polskiego gmina Zofianka należała do powiatu janowskiego w guberni lubelskiej.
Gmina została zniesiona w 1874 roku przez przemianowanie na gmina Kawęczyn.